# Joan Trullàs i Vivó
Joan Trullàs i Vivó (Sallent, 19 de juny de 1921 - Bagà, 30 de desembre de 2007) fou un fabricant tèxtil, músic i compositor berguedà. Va compondre el 1953 la música del Ball de Les Maces de La Patum de Berga, que no es va estrenar fins deu anys més tard. Va calcular-ne perfectament la cadència mil·.limetrada a cada pas del Salt que fem portant una Maça: un Salt combinat de salt vertical al mateix temps que ha de giravoltar la Maça i conservant en tot moment, el so del Tabal, així doncs quadra perfectament amb cada salt de peu que fem quan BALLEM Les Maces amb una excel·lent coreografia. Destacar també la bonica lletra de "Les Maces" que va fer la senyora Montserrat Ballarà i Viñas (1905-1982) escriptora i poetessa berguedana .
Adjunto alguns enllaços de interès d'articles i composicions del meu avi:
Algunes composicions :
- Ball de les maces de la Patum de Berga, 1953. Amb reconeixement oficial durant La Patum de l'any 2. 019, llegiu https://www.naciodigital.cat/bergueda/noticia/17227/berga/reconeix/titol/postum/figura/joan/trullas/autor/musica/ball/maces
- El podeu escoltar aquí: https://open.spotify.com/album/6lVuTJeOOWGAnjxib4TaSI o bé també aquí: https://www.youtube.com/watch?v=jcmexwOZ-MA
- Cant de Nadal (Berga, 1970) dedicada a la seva filla Mª Dolors.
- Ball de Gegants d'Espinalbet.
- La Font de Mossèn Guiu (Berga, 1991)
- EmpúriEscala (Havanera, Berga, Maig 1996)

I d'altres vàries: des de sardanes fins a valssos i d'altres melòdiques/balades dedicades a la seva esposa Pepita Sala i Zamora, pianista i filla del també compositor Jaume Sala i Casals director i fundador de la cobla "Els Saletes".
Destacar que el meu avi amb la meva àvia, feien concerts de piano a QUATRE a mans. i havien tocat junts a l'Orquestra "Nostra Llar" de la llar d'avis de Berga, a la qual el meu avi tocava també l'acordió i la meva àvia el piano.
Podeu escoltar la música del Ballet de Les Maces de La Patum de Berga, aquí: https://open.spotify.com/album/6lVuTJeOOWGAnjxib4TaSI i veure la coreografia completa del Ballet de Les Maces de La Patum de Lluïment, només els dijous i diumenges al migdia, aquí: https://www.youtube.com/watch?v=b6IPBN9PuOk